# Bellprat
Bellprat ist ein Municipio in der autonomen Gemeinschaft Katalonien in Spanien. Es gehört der Provinz Barcelona an. 2024 hatte die Gemeinde 69 Einwohner auf einer Fläche von 31 km².

## Lage
Bellprat liegt etwa 80 Kilometer nordwestlich von Barcelona und etwa 80 Kilometer östlich von Lleida. Südwestlich des Municipios fließt der Torrent de Grumeres.

## Bevölkerungsentwicklung
| Jahr        | 2000 | 2005 | 2010 | 2015 |
| Einwohner   | 95   | 89   | 97   | 74   |
| Quelle: INE |      |      |      |      |